# Fitzalania heteropetala
Fitzalania heteropetala là loài thực vật có hoa thuộc họ Na. Loài này được (F.Muell.) F.Muell. mô tả khoa học đầu tiên năm 1863.